# Бичевание Иисуса Христа

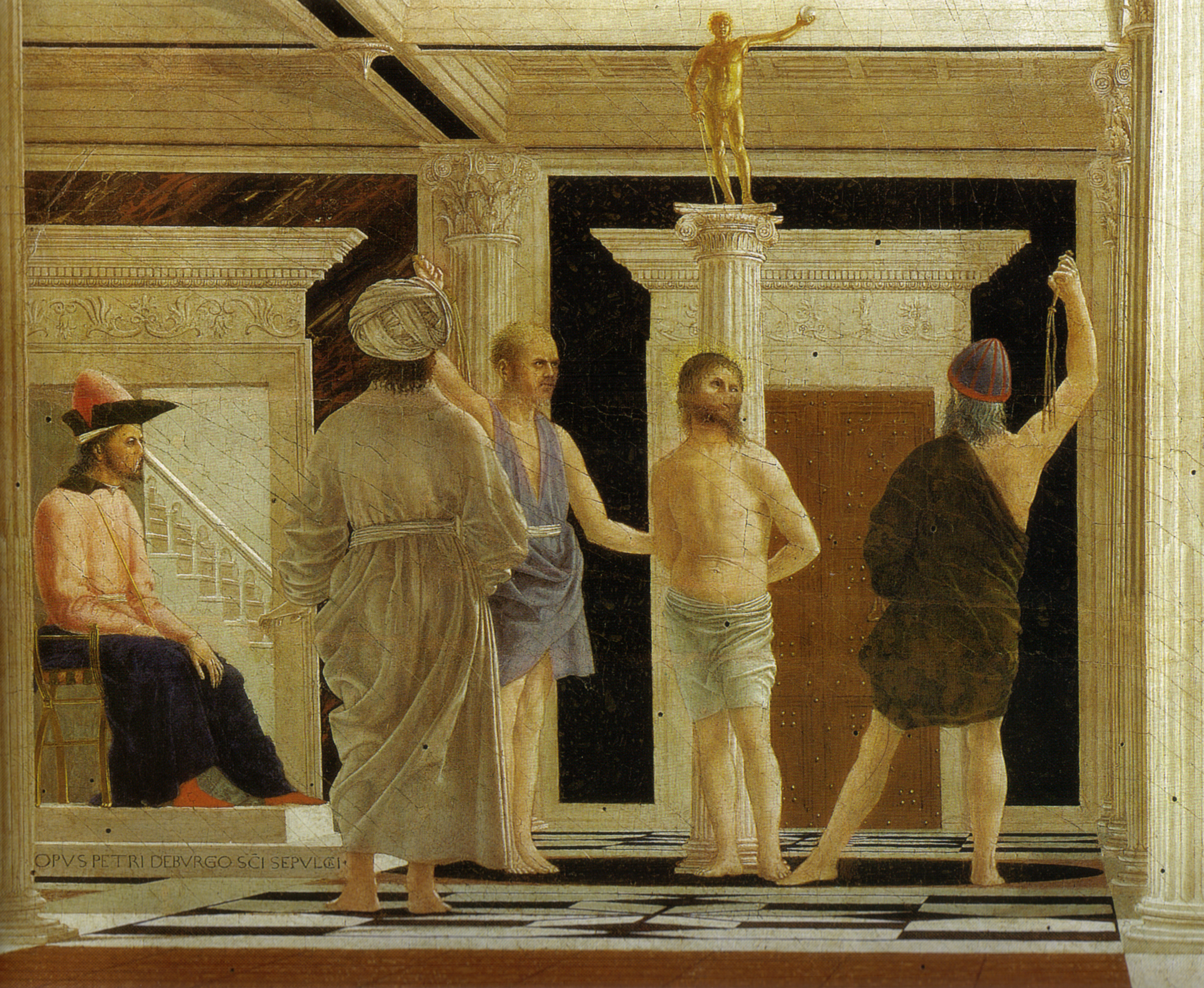
Пьеро делла Франческа. Бичевание Христа
. 1453. Деталь. Дерево, темпера. Национальная галерея Марке, Урбино

Бичева́ние Иису́са Христа́ — эпизод Страстей Христовых, происходивший во время суда римского прокуратора Понтия Пилата над Иисусом Христом.

## Евангельский рассказ
О бичевании Иисуса Христа рассказы евангелистов различаются друг с другом и все они очень кратки:
синоптические Евангелия указывают, что бичевание произошло после вынесения приговора
- «Тогда отпустил им Варавву, а Иисуса, бив, предал на распятие» (Мф. 27:26);
- «Тогда Пилат, желая сделать угодное народу, отпустил им Варавву, а Иисуса, бив, предал на распятие» (Мк. 15:15)

Евангелист Иоанн помещает бичевание и связанное с ним поругание центральным сюжетом суда Пилата
- «Тогда Пилат взял Иисуса и [велел] бить Его» (Ин. 19:1).

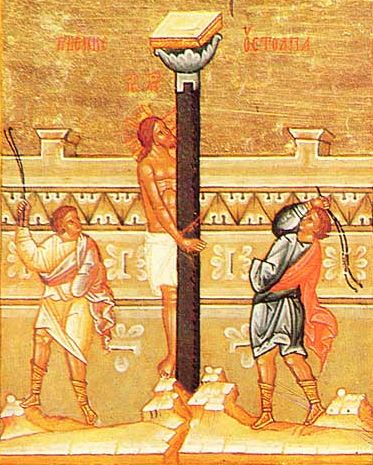
Бичевание Христа (фрагмент новгородской иконы-таблетки, конец XVI века)

Иоанн затем рассказывает, как после бичевания воины насмехались над Иисусом: надели на него багряницу, возложили на голову венок, сплетённый из терния, в правую руку вложили трость и падали перед ним на колени со словами «радуйся, Царь иудейский!», а после плевали на него и били тростью по голове и лицу. Этот рассказ Иоанна повторяет евангелист Марк (Мк. 15:19), но как и бичевание помещает уже перед распятием.
Относительно данного расхождения синоптиков и Иоанна Богослова Иннокентий (Борисов) даёт следующее пояснение:

1. прочие евангелисты о последних событиях на суде Пилата говорят весьма кратко; Иоанн гораздо подробнее и в более хронологическом порядке;
2. Пилат, как мы видели, с тем и решил наказать Иисуса Христа, дабы после даровать Ему свободу;
3. старания Пилата после бичевания об освобождении Иисуса Христа и новый допрос дают знать, что бичевание не было следствием осуждения на смерть: иначе первосвященники и народ тотчас закричали бы, что прокуратор противоречит сам себе, защищая уже осужденного на смерть преступника;
4. частица тогда (Мф. 27:27), на коей основывают противное мнение, не противоречит сему, потому что у св. Писателей определенные наречия времени часто полагаются вместо неопределенных.

## Богословские и исторические комментарии

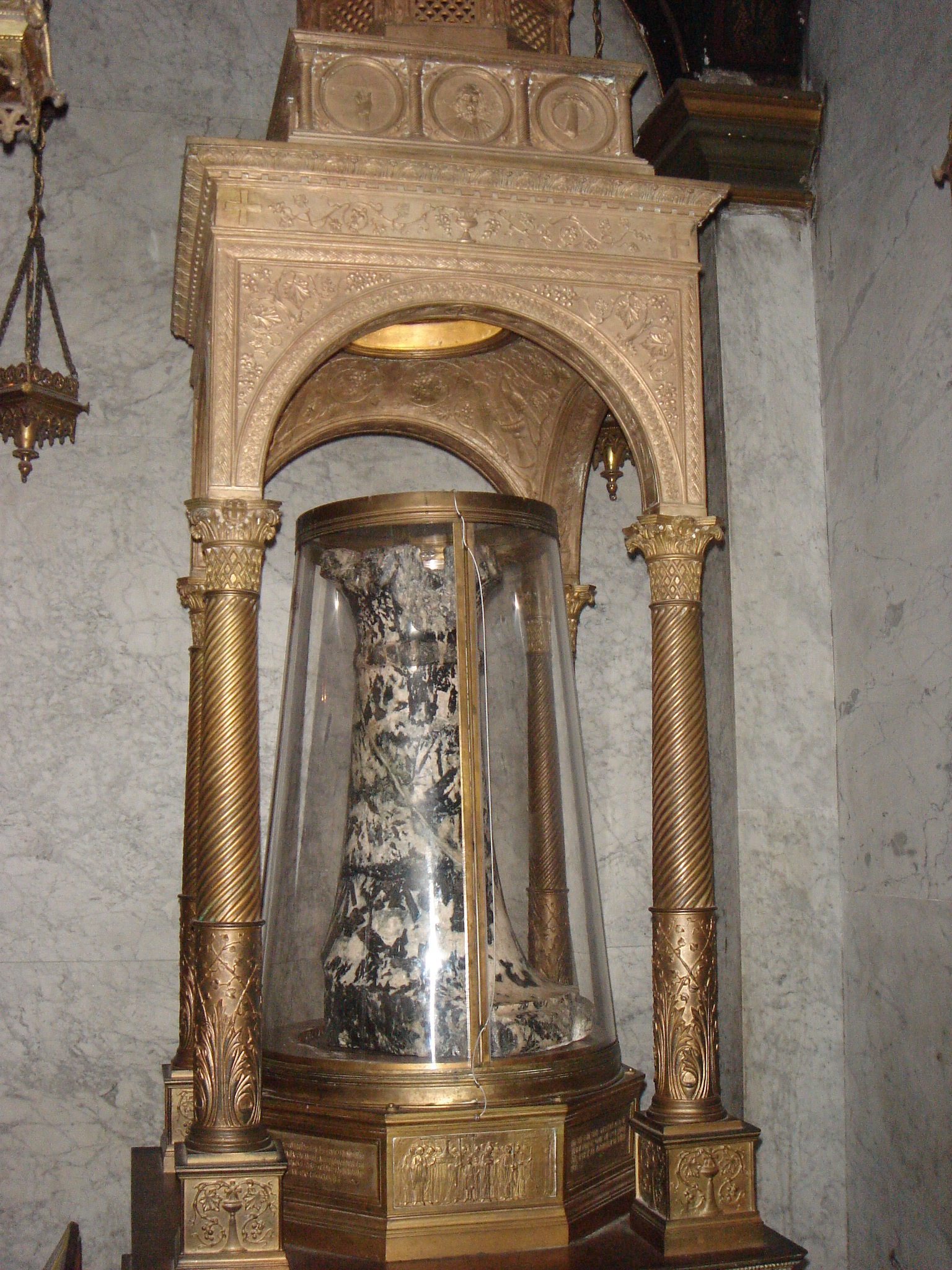
Колонна бичевания.
Базилика Санта-Прасседе, Рим

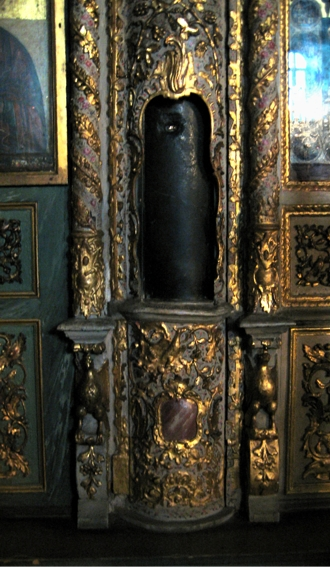
Столб бичевания (церковь Святого Георгия в Стамбуле)

Бичевание как наказание применялось в Древнем Риме непосредственно перед казнью, но Понтий Пилат, убеждённый в невиновности Иисуса, приказал подвергнуть его ему до вынесения приговора, чтобы этим разжалобить и удовлетворить толпу, требующую его смерти. Бичевание относилось к мучительным наказаниям и ему в Риме подвергали за серьёзные преступления, но по большей части рабов и лиц без прав римского гражданина. По иудейским законам (Втор. 25:3) число ударов было ограничено сорока ударами (апостол Павел говорил, что получал от Иудев пять раз по 39 ударов — 2Кор. 11:24), римляне не знали такого ограничения.
Евангельский текст не сообщает о том, сколько ударов было нанесено Иисусу. При исследовании Туринской плащаницы, отождествляемой с погребальной плащаницей Иисуса Христа, был сделан вывод, что Иисусу было нанесено 98 ударов: 59 ударов бича с тремя концами, 18 — с двумя концами и 21 — с одним концом.
Евангелия не сообщают о том, был ли Иисус привязан к столбу во время бичевания, но Предание придерживается именно такой версии и как реликвии, связанные с этими событиями, почитаются фрагменты колонны бичевания, хранящиеся в капелле Сан-Дзено базилики Санта-Прасседе в Риме и церкви Святого Георгия в Стамбуле.

## В изобразительном искусстве
Изображения бичевания Христа у столба известны в западном искусстве с X века (например, миниатюра из кодекса Эгберта). В более поздних работах появляется традиция изображать бичевание в колоннаде дворца Пилата (работы Дуччо, Пьеро делла Франческа, Франческо ди Джорджо).
В искусстве Раннего Ренессанса столб бичевания изображали как колонну коринфского ордера. Поскольку удары стремились изобразить как наносимые по спине, но при этом хотели показать Христа, обращённым лицом к зрителю, то использовали следующие варианты изображения:
- помещали фигуру Иисуса за низкой колонны, которая не полностью закрывала его;
- изображали Иисуса перед колонной с руками, связанными за спиной; при этом воины замахиваются спереди, чтобы нанести удар по спине (например, картина Луки Синьорелли, представляющая типичную ренессансную трактовку этого сюжета).

Воинов, наносящих удары, обычно изображают двух (Дуччо, Жак Бланшар), но на некоторых работах их число может быть больше. Иногда в сцене бичевания изображаются воины, которые вяжут розги или плетут терновый венец (Иоганн Кербеке). На некоторых изображениях изображают Понтия Пилата, сидящим на возвышении в судейском кресле. Иногда на его голову помещают лавровый венок, как символом римской власти. Также власть Рима на некоторых изображениях символизирует фигура императора, помещаемая на столб бичевания.

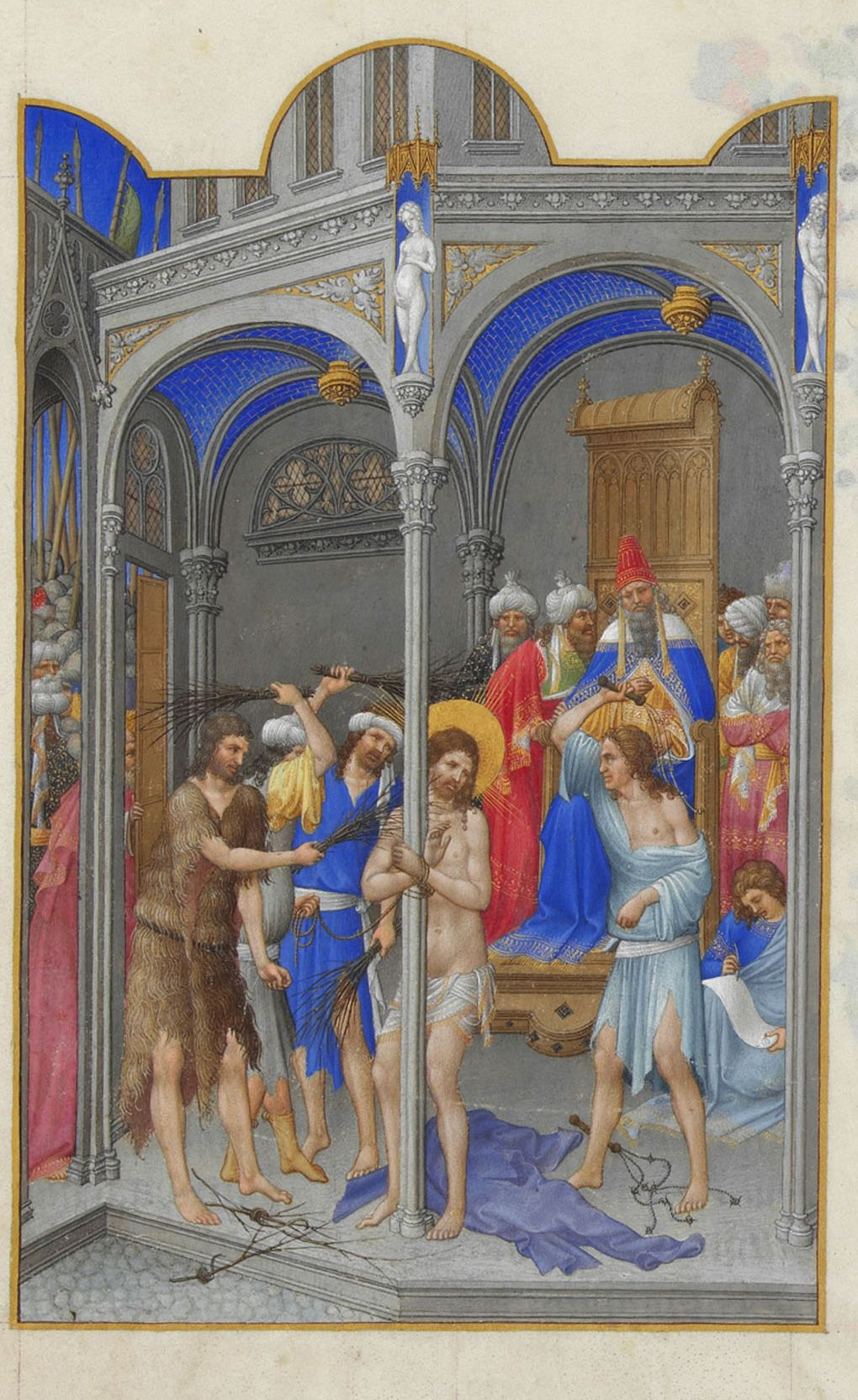
Великолепный часослов герцога Беррийского, 1410-е годы
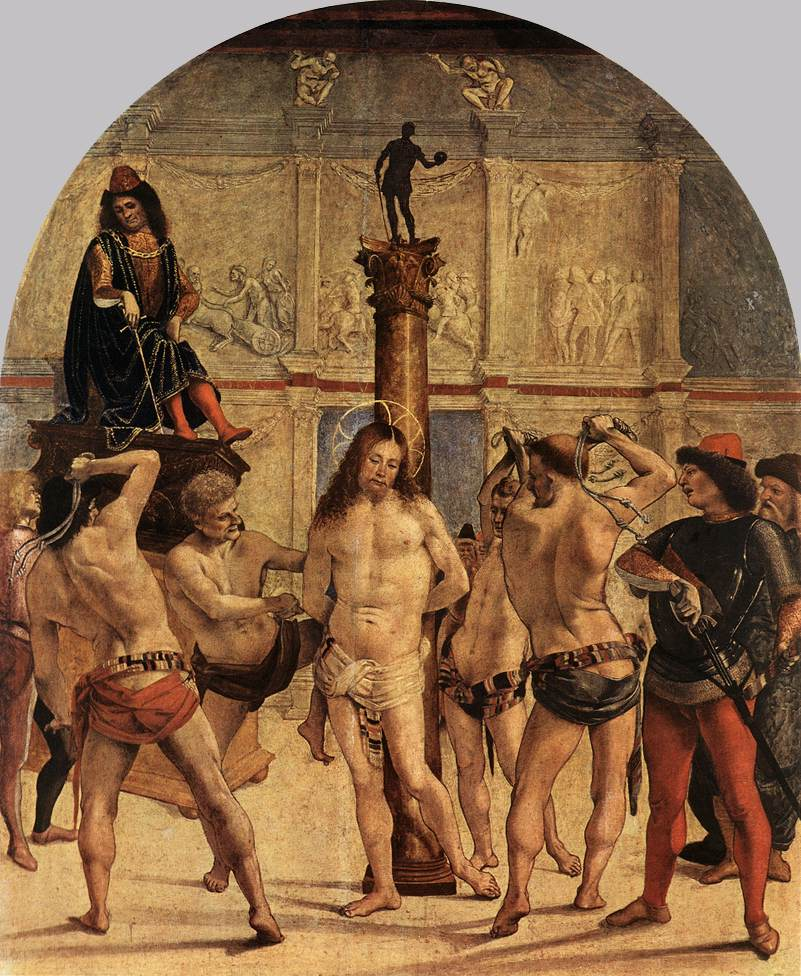
Лука Синьорелли, 1480 год
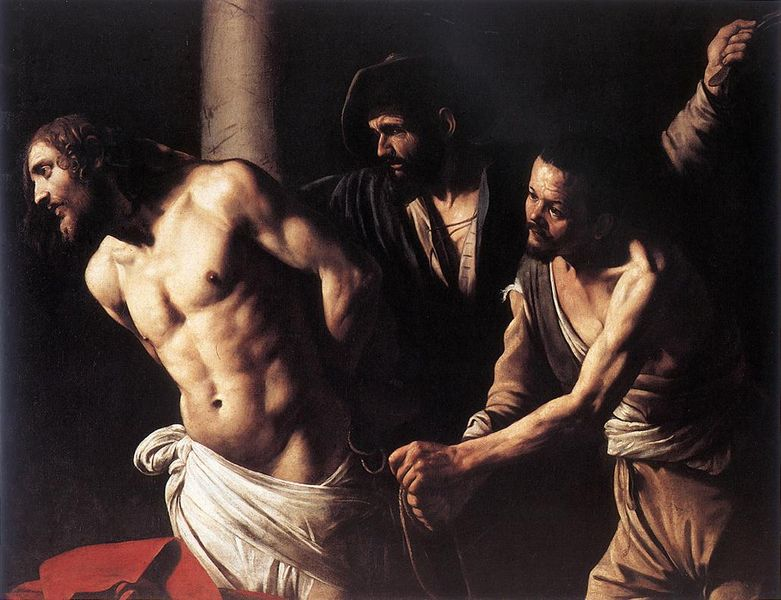
Караваджо, 1607 год
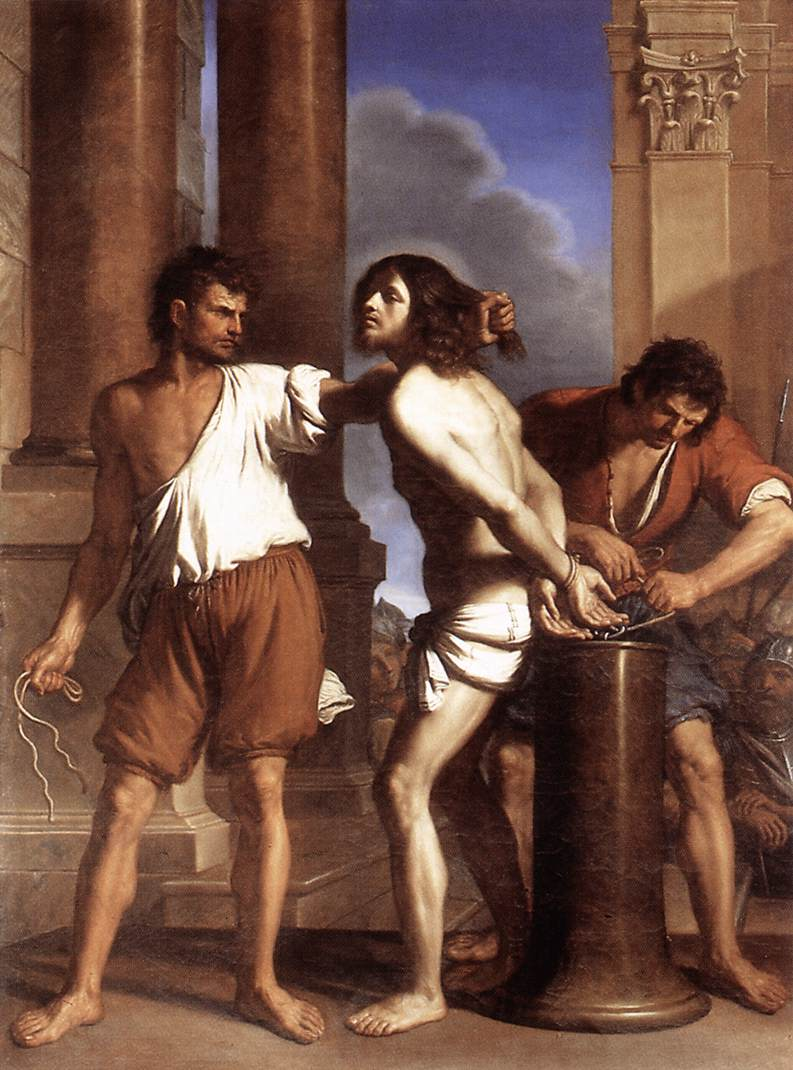
Гверчино, 1657 год

### Иконопись
В иконописи сцена бичевания Христа имеет название «Бичевание у столпа Господа нашего Иисуса Христа». Ерминия Дионисия Фурноаграфиота даёт следующие указания по написанию этой сцены — «Два воина бичуют Христа, привязанного к колонне. По телу Его течет кровь». Изображение может сопровождать надпись цитата из Ветхого Завета, трактуемая в христианстве как пророческое указание на бичевание Иисуса Христа — «Плещи моя вдах на раны и ланите мои на заушение» (Ис. 50:6).